# Strada statale 487 di Caramanico Terme
La strada statale 487 di Caramanico Terme (SS 487) è una strada statale italiana, il cui percorso è per intero sviluppato in Abruzzo.

## Percorso
La strada inizia dalla strada statale 5 Via Tiburtina Valeria nei pressi di Scafa e, proseguendo in direzione sud, raggiunge San Valentino in Abruzzo Citeriore. L'arteria entra quindi nel parco nazionale della Maiella dove raggiunge Caramanico Terme: da qui grazie ad una variante costruita per lo più in galleria è possibile accorciare i tempi di percorrenza, mentre il tracciato storico si inerpica per il centro abitato.
Uscito dal paese il tracciato arriva a Sant'Eufemia a Maiella e poi dopo aver lambito Roccacaramanico, continuando oltre, sconfina nella provincia dell'Aquila dove dopo poche centinaia di metri supera il passo San Leonardo (1282 m s.l.m.); scende quindi verso Pacentro e raggiunge infine Sulmona dove si sovrappone al vecchio tracciato della strada statale 17 dell'Appennino Abruzzese e Appulo Sannitica davanti alla chiesa di San Francesco di Paola, proseguendo si congiunge alla ex strada statale 479 Sannite e termina nel centro storico della cittadina.
Con Decreto Ministeriale del 21/07/1966 - G.U. 221 del 6/09/1966 la denominazione della strada fu modificata da strada statale 487 di Caramanico a strada statale 487 di Caramanico Terme in seguito al cambiamento del nome del comune di Caramanico in quello di Caramanico Terme.
In seguito al decreto legislativo n. 112 del 1998, dal 2001 la gestione è passata dall'ANAS alla Regione Abruzzo che ha provveduto al trasferimento dell'infrastruttura al demanio della Provincia dell'Aquila e alla Provincia di Pescara, ma successivamente è tornata di competenza Anas con il decreto del Presidente del Consiglio dei Ministri del 20 febbraio 2018.